# Dorado Viejo Fracción II
Dorado Viejo Fracción II är en ort i Mexiko.   Den ligger i kommunen Suchiate och delstaten Chiapas, i den sydöstra delen av landet, 900 km sydost om huvudstaden Mexico City. Dorado Viejo Fracción II ligger 26 meter över havet och antalet invånare är 184.
Terrängen runt Dorado Viejo Fracción II är platt. Runt Dorado Viejo Fracción II är det ganska tätbefolkat, med 144 invånare per kvadratkilometer. Närmaste större samhälle är Brisas Barra de Suchiate, 19,0 km söder om Dorado Viejo Fracción II. Omgivningarna runt Dorado Viejo Fracción II är en mosaik av jordbruksmark och naturlig växtlighet.